# 開智中学校・高等学校 (和歌山県)
開智中学校・高等学校（かいちちゅうがっこう・こうとうがっこう、英称:Kaichi Junior/Senior High School）は、和歌山県和歌山市直川に所在し、中高一貫教育を提供する私立中学校・高等学校。

## コース
- 中等部（中高一貫）
  - スーパー文理コース - 難関国公立大学を目指すコース
  - 特進コース - 国公立大を目指す
- 高等部
  - S1類コース - 難関国公立大を目指す
  - 1類コース - 文武両道で、国公立大を目指す

## 教育方針
校訓は「四恩報答」。自分を生かし、支えてくださっている父母をはじめとした生きとし生ける一切の恩に感謝し、自分自身の尊さを自覚して、一度限りの人生を豊かに生きる力を育む。
教育目標
1. 確かな学力と創造的な問題解決力を身につけさせる
2. 豊かな心と体を育み、積極的に社会と関わろうとする意欲を育む
3. 学校生活のあらゆる場面で主体的に取り組み、個性を生かし伸ばす
4. 多様性を尊重し、協働的に国際社会に貢献しようとする姿勢を持たせる
5. 自己をよく理解し、見通しのあるキャリアプランを立て、実現させる

## 部活動・委員会活動
- 部活動
  - 陸上部
  - バレーボール部（男子2021年度春の高校バレー全国バレーボール選手権大会27年連続27回目の出場）
  - バスケットボール部
  - ソフトテニス部
  - 硬式テニス部（男子2015年度全国高等学校選抜テニス大会出場）
  - サッカー部
  - 剣道部
  - 卓球部
  - 音楽部
  - 茶道部
  - 農芸部
  - 物理部
  - 天文部
  - 箏曲部
  - ECS部
  - 書道部
  - 美術部
  - アカペラ部
  - 演劇部
  - 放送部
  - 新聞部
  - 写真部
  - 囲碁部
  - 将棋部
  - ダンス部
  - 鉄道研究会
  - 漫画研究会
  - 歴史研究会
  - 図書同好会
  - かるた愛好会
- 委員会活動
  - 学級委員会
  - 体育委員会
  - 文化委員会
  - 図書委員会
  - 美化委員会
  - 進路委員会（高校のみ）
  - 保健委員会

## 出身者
- 福田誉（バレーボール選手）
- 山本雄史（バレーボール選手）
- 助野嘉昭（漫画家）
- 伊﨑右典、伊﨑央登（ダンスボーカルユニット「FLAME」）
- 越川和磨（ギタリスト）
- 胡美芳 - 修徳高等女学校出身[1]。

## 沿革
- 1923年 - 旧制修徳高等女学校として創立。創立者は僧侶の関本諦承[2]。
- 1948年 - 学制改革により普通科女子高等学校に移行（修徳高等学校）
- 1993年 - 共学・中高一貫の開智中学校・高等学校に改編・改名

## 交通アクセス
- 和歌山バス那賀紀伊粉河線「開智中学校・高等学校前」バス停すぐ
- 和歌山バス六十谷線「垂井」バス停 徒歩5分
- JR阪和線六十谷駅 徒歩5分